# Noviomagus (Godenpijler)
Noviomagus (ook wel genoemd Godenpijler) is een kunstwerk in Nijmegen van Ram Katzir en Rutger Fuchs. Het is een zonnewijzer, waarvan het onderste deel een replica is van de Godenpijler, een archeologische vondst.
Noviomagus is de oude Latijnse naam voor de stad Nijmegen. In 1980 werd bij opgravingen aan Kelfkensbos de Godenpijler gevonden, twee blokken die deel hebben uitgemaakt van een oude Romeinse zuil. Later werd hier het Museum Het Valkhof gebouwd dat in 1999 werd geopend. De Godenpijler heeft een centrale plek gekregen in het museum.
Het kunstwerk is gemaakt in opdracht van de gemeente Nijmegen in het kader van het (veronderstelde) 2000-jarig bestaan van de stad. Het werk van Katzir en Fuchs is geplaatst op het voetgangersplein voor het museum, ongeveer op de plek waar de Godenpijler was gevonden en werd daar in december 2005 onthuld.
De zonnewijzer Noviomagus wordt gevormd door een 10 meter hoge schuin opgestelde obelisk (vierkante naald) van zwart graniet (Impala). De basis is een bronzen replica van de godenpijler, met voorstellingen van Romeinse goden. Op de stenen naald zijn citaten over de stad Nijmegen gegraveerd. Boven op de naald is een bronzen schildpad aangebracht. In de bestrating zijn rond de zuil bronzen bakstenen aangebracht, om de tijd af te lezen met de schaduw van de naald (de gnomon van de zonnewijzer).
In 2024 is de pijler in verband met renovatie van het Kelkensbos verwijderd, maar deze zal later op een andere plek op het plein teruggeplaatst worden.

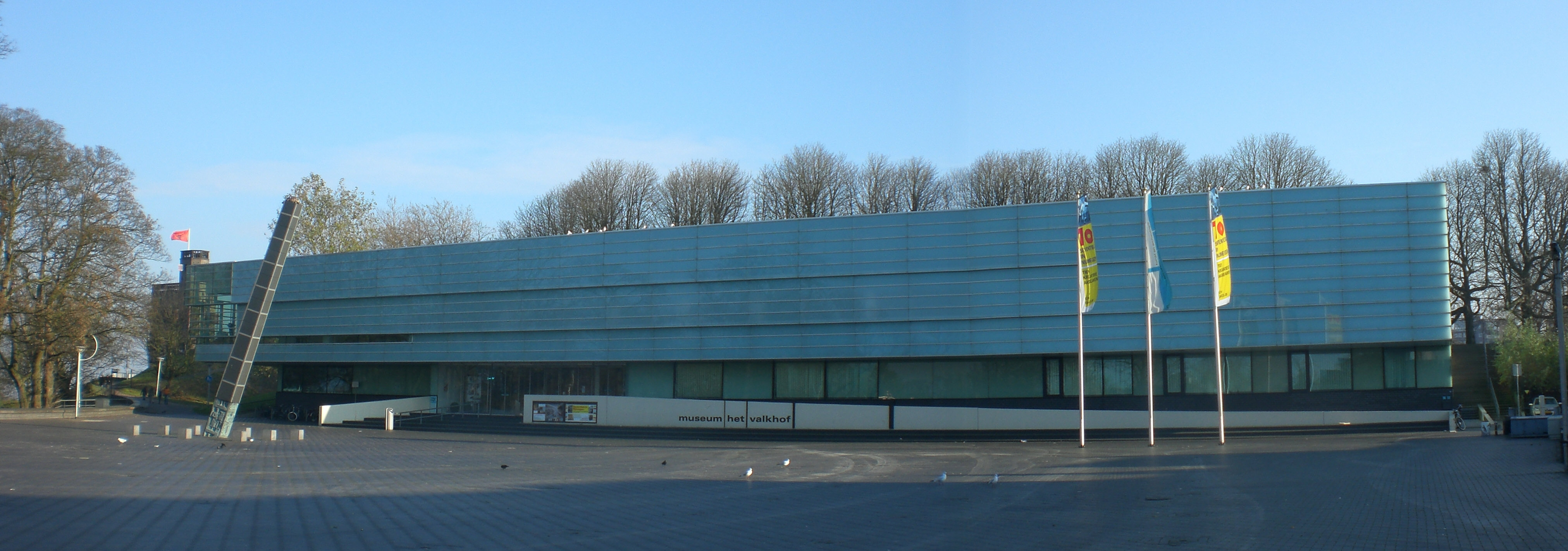
Noviomagus voor het museum
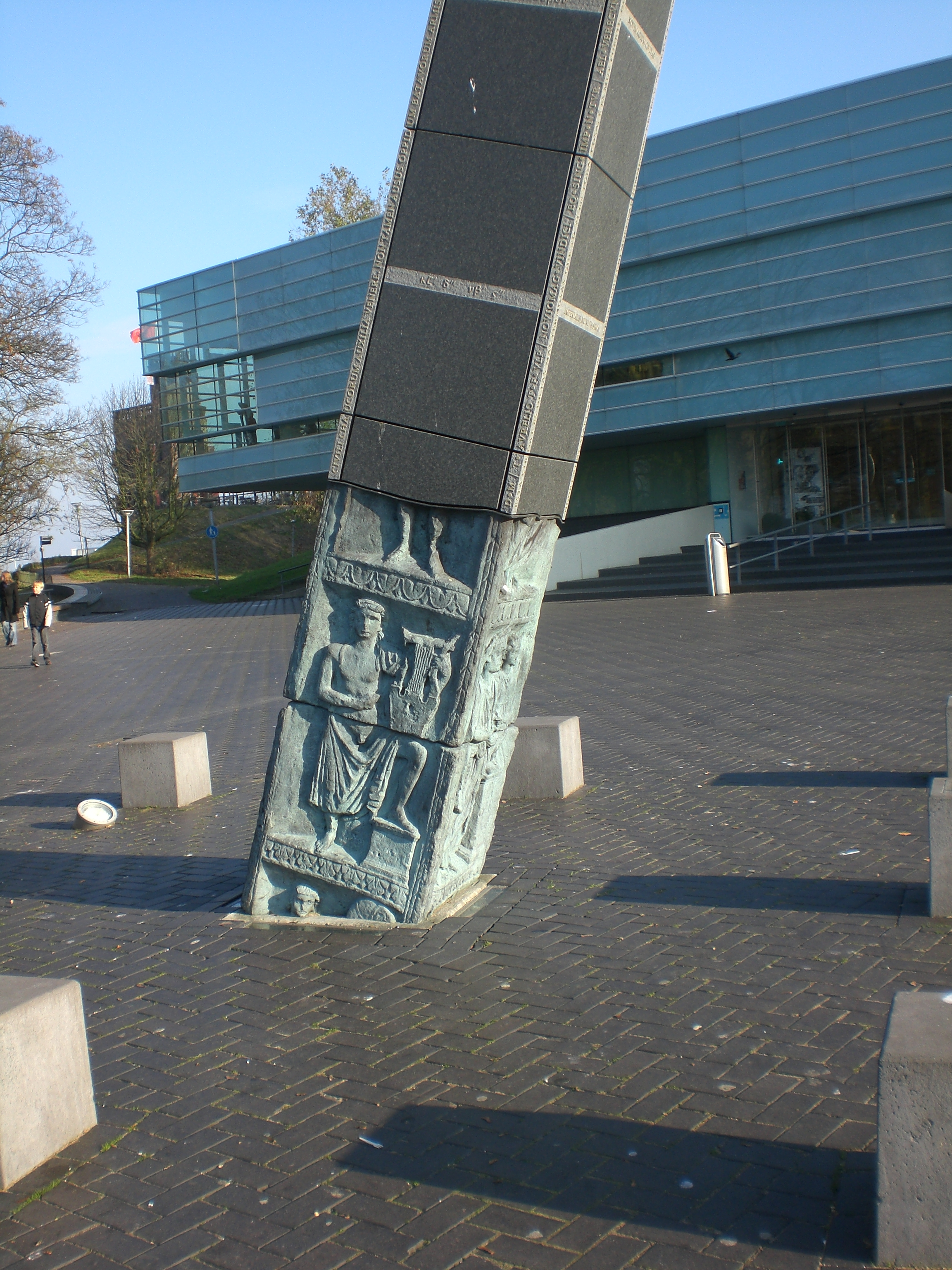
De bronzen weergave van de voorstellingen van de godenpijler